# حارة حسين عوض (المنصورة)
حارة حسين عوض هي إحدى حارات حي تلال شمسان الواقع بمديرية المنصورة التابعة لمحافظة عدن، بلغ تعداد سكانها 2432 نسمة حسب تعداد اليمن لعام 2004.